# Słowo o zakonie i łasce

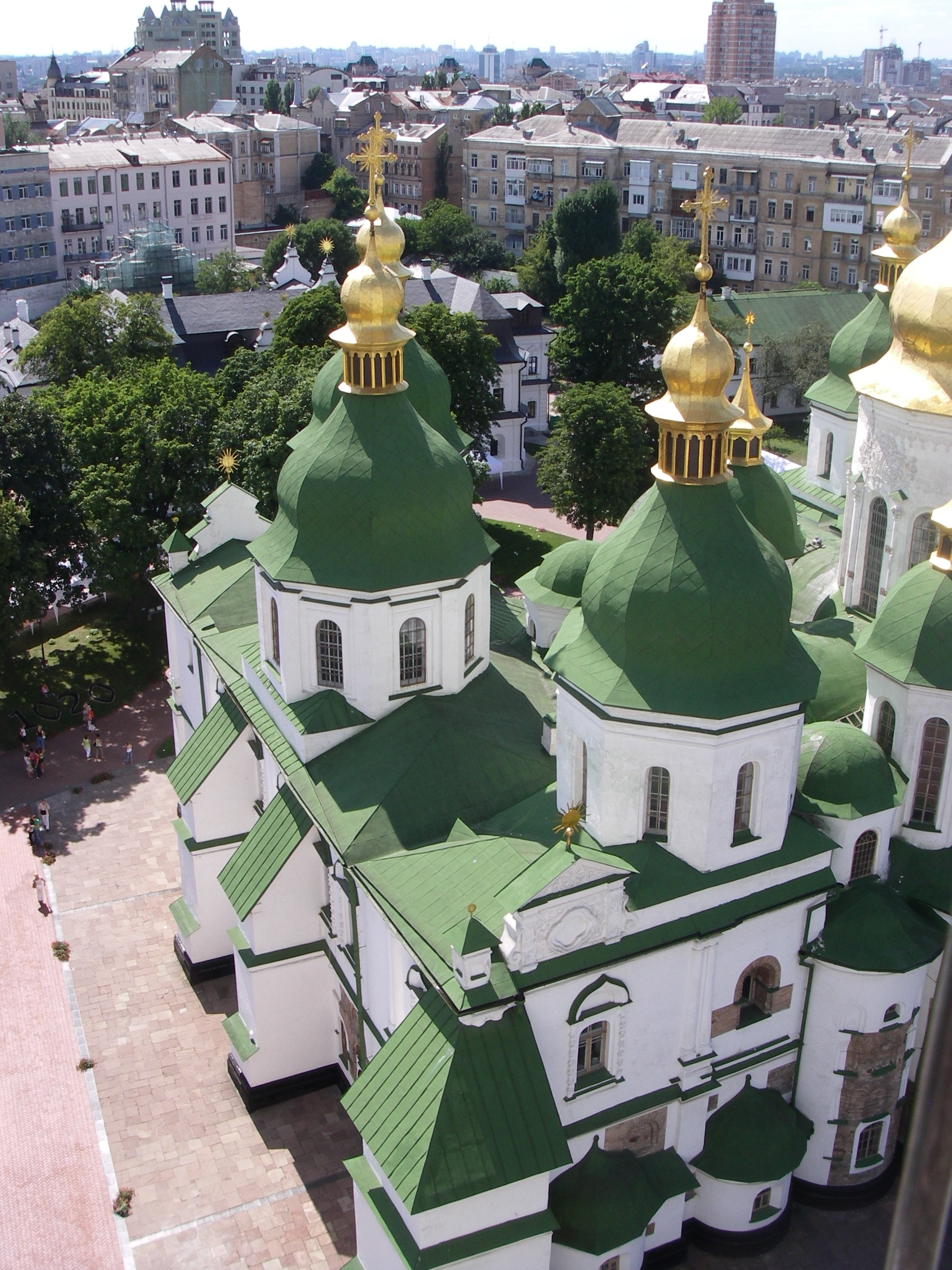
Sobór Mądrości Bożej w Kijowie, w którym prawdopodobnie Iłarion wygłosił Słowo o zakonie i łasce

Słowo o zakonie i łasce (oryg. Слово о законе и благодати) – jeden ze starszych zabytków piśmiennictwa staroruskiego, kazanie napisane i wygłoszone przez metropolitę kijowskiego Hilariona, pierwszego zwierzchnika metropolii kijowskiej, który nie był narodowości greckiej. 

## Okoliczności powstania utworu
Słowo o zakonie i łasce powstało przed 1051, kiedy jego autor objął katedrę kijowską. Tekst ten wpisuje się w kontekst rozwoju Kościoła prawosławnego na ziemiach ruskich, budowania jego trwałych struktur i utrwalania obecności chrześcijaństwa w społeczeństwie, a co za tym idzie – intensywnego rozwoju literatury parenetycznej i homiletyki. Słowo o zakonie i łasce jest jedynym znanym współczesnym badaczom utworem, który nie budzi wątpliwości w kwestii autorstwa Hilariona. 

## Treść
W pierwszej części kazania Hilarion stawia sobie za cel przeprowadzenie dowodu wykazującego wyższość chrześcijaństwa nad judaizmem. Dokonuje zatem analizy życia opartego na prawie (zakonie), powołując się na przykłady ze Starego Testamentu i na łasce, przywołując epizody z Nowego Testamentu. Szczegółowo odwołuje się do opowieści o Abrahamie, Sarze i Hagar, porównując ich synów – dziecko Sary Izaaka i syna Hagar Izmaela – do chrześcijan i żydów. Wreszcie stwierdza, że jezioro judaizmu wyschło, podczas gdy chrześcijańskie nie przestaje rozlewać się po całym świecie. 
Część druga odnosi treści teologiczne przedstawione w pierwszym ustępie do sytuacji współczesnej mówcy Rusi Kijowskiej. Hilarion głosi pochwałę Włodzimierza Wielkiego, zaś jego decyzję o chrzcie Rusi porównuje do działalności Apostołów. Pozytywnie wypowiada się również o działalności kulturalnej i religijnej Jarosława Mądrego, do którego wprost się zwraca. Całość kończy modlitwą wygłoszoną "w imieniu całej Rusi".

## Cechy utworu
Słowo o zakonie i łasce reprezentuje gatunek kazań uroczystych – przejętych z Bizancjum wykwintnych form homiletycznych, przeznaczonych dla wykształconych słuchaczy, pisanych starannym i podniosłym językiem. Stały one w opozycji do kazań prostych, których celem było objaśnianie prawd wiary niewykształconym ludziom. Podobnie jak inne kazania uroczyste, tekst Hilariona jest dwudzielny. Jego specyficzną cechą jest wyraziste łączenie ze sobą treści teologicznych i politycznych, powoływanie się na przykłady z Biblii przy równoczesnym odwoływaniu się do postaci historycznych i współczesnych. Taki sposób konstruowania kazań, ze względu na popularność osoby Hilariona i jego tekstów, stał się punktem odniesienia dla współczesnych mu oraz późniejszych autorów kazań ruskich. 